# Cephalopholis hemistiktos
Cephalopholis hemistiktos е вид бодлоперка от семейство Serranidae. Видът е почти застрашен от изчезване.

## Разпространение
Разпространен е в Бахрейн, Джибути, Египет, Еритрея, Йемен, Израел, Йордания, Ирак, Иран, Катар, Кувейт, Обединени арабски емирства, Оман, Пакистан, Саудитска Арабия, Сомалия и Судан.